# Попелюшка (фільм, 2015)
«Попелюшка» (англ. Cinderella) — американський романтично-фентезійний фільм режисера Кеннета Брана, сценаристів Алін Брош Маккенна та Кріса Вайца, студії Walt Disney Pictures. Продюсери — Девід Баррон і Саймон Кінберг, фільм заснований на казці «Попелюшка» Шарля Перро та є кінематографічним переосмисленням анімаційного фільму Діснея 1950 р. Лілі Джеймс зіграє головну роль, як Попелюшка, з Кейт Бланшетт у ролі леді Тремейн.

## Сюжет
Сюжет «Попелюшки» розгортається навколо молодої дівчини Елли, чий батько-торговець вступає в повторний шлюб після трагічної смерті її матері. Прагнучи підтримати люблячого батька, Елла вітає свою нову мачуху леді Тремейн і її дочок Анастасію і Дрізеллу в будинку сім'ї. Але коли батько Елли раптово і несподівано помирає, вона вважає за милість ревнивість і жорстокість нової сім'ї. Їй відводиться роль служниці, покритої попелом, та ображають прізвиськом «Попелюшка», Елла починає втрачати надію. Однак, незважаючи на жорстокість щодо неї, Елла рішуча виконати передсмертні слова своєї матері — «мати мужність і бути доброю». Вона не буде піддаватися відчаю, ні зневажати тих, хто зловживає нею. І, нарешті, дівчина зустрічає незнайомця в лісі, не знаючи, що він у реальності принц, а не простий працівник у палаці. Елла нарешті відчуває, що зустріла споріднену душу

## В ролях
| Персонаж              | Актор                                | Український дубляж                             |
| --------------------- | ------------------------------------ | ---------------------------------------------- |
| Попелюшка (Елла)      | Лілі Джеймс Елоїз Вебб (в дитинстві) | Олена Борозенець Марія Нікітенко (в дитинстві) |
| Принц (Кріс)          | Річард Медден                        | Дмитро Терещук                                 |
| Мачуха (леді Тремейн) | Кейт Бланшетт                        | Лариса Руснак                                  |
| Хрещена фея           | Гелена Бонем Картер                  | Олена Узлюк                                    |
| Капітан               | Нонсо Анозі                          | Євген Сінчуков                                 |
| Ерцгерцог             | Стеллан Скашґорд                     | Олег Стальчук                                  |
| Дрізелла              | Софі МакШера                         | Марина Кукліна                                 |
| Анастасія             | Голлідей Ґрейнджер                   | Катерина Буцька                                |
| Король                | Дерек Джейкобі                       | Юрій Висоцький                                 |
| Батько Елли           | Бен Чаплін                           | Михайло Кришталь                               |
| Мати Елли             | Гейлі Етвел                          | Ірина Ткаленко                                 |

### Інформація про дубляж
Фільм дубльовано студією «LeDoyen» на замовлення «Disney Character Voices International» у 2015 році.
- Режисерка дубляжу — Анна Пащенко
- Перекладач тексту і пісень — Олекса Негребецький
- Музична керівниця — Тетяна Піроженко

Також ролі дублювали: Андрій Альохін, Михайло Войчук, Євген Пашин, Максим Кондратюк, Катерина Качан, Катерина Башкіна, Олексій Череватенко, Юрій Сосков, Антоніна Хижняк, Людмила Барбір, Роман Чупіс, Сергій Солопай, Дмитро Вікулов, Володимир Бугай, В'ячеслав Дудко, Віталіна Біблів, Валерій Легін та інші.
Пісні
- «Лаванди цвіт» виконують — Ірина Ткаленко та Олена Борозенець.
- «О, соловейку мій» виконує — Олена Борозенець.
- «Один хлопчина пару мав» виконує — Марина Кукліна.

## Виробництво
Після успіху х/ф Тіма Бертона Аліса в країні чудес, Disney розпочав розробку нової екранізації Попелюшки в травні 2010 р. Марк Романек був обраний на посаду режисера, Саймон Кінберг в ролі продюсера і сценаристом Крісом Вайцом. У січні 2013 р. Романек покинув проект через деякі творчі розбіжності. Пізніше Disney підписав контракт з Кеннетом Браном. Фільм випущено 13 березня 2015 р.

## Визнання
| Нагороди та номінації фільму «Попелюшка» | Нагороди та номінації фільму «Попелюшка» | Нагороди та номінації фільму «Попелюшка» | Нагороди та номінації фільму «Попелюшка» | Нагороди та номінації фільму «Попелюшка» | Нагороди та номінації фільму «Попелюшка» |
| Рік                                      | Кінопремія / Кінофестиваль               | Категорія / Нагорода                     | Номінант                                 | Результат                                | Дж                                       |
| ---------------------------------------- | ---------------------------------------- | ---------------------------------------- | ---------------------------------------- | ---------------------------------------- | ---------------------------------------- |
| 2016                                     | 88-а церемонія вручення нагороди «Оскар» | Найкращий дизайн костюмів                | Сенді Павелл                             | Номінація                                | [ 4 ]                                    |